# Ante Erceg
Ante Erceg (født 12. december 1989) er en kroatisk fodboldspiller der i øjeblikket spiller for den kroatiske klub HNK Gorica i Prva HNL.

## Klubkarriere
Ante Erceg gik gennem ungdomssystemet i RNK Split, hvor han blev rykket op i seniortruppen i 2008. Han tilbragte en halv sæson hos den tyrkiske klub Balıkesirspor, før han vendte tilbage til Split i Kroatien for at underskrive en kontrakt med HNK Hajduk Split den 18. juni 2016. Erceg fik sin Hajduk-debut den 17. juli 2016, hvor han spillede 45 minutter i en 2-0-sejr over HNK Cibalia i 1. runde af Prva HNL. Erceg scorede sit første Hajduk-mål i en 3-0-sejr over FC Oleksandriya i 3. Runde af UEFA Europa League kvalifikationen 2016-17. Målet var Hajduks 300. mål i europæiske konkurrencer.
Den 6. juni 2018, efter et halvt år hos UAE Pro-League klubben Shabab Al-Ahli Club, underskrev Erceg en fire-årig kontrakt med den danske Superligaklub, Brøndby IF. Den 16. juli 2018, scorede han sit første mål for Brøndby i en 2-0-sejr over Randers.